# Peste silvestre
Peste silvestre é uma doença infecciosa provocada pela bactéria Yersinia pestis que afeta principalmente roedores e cães-da-pradarias. É a mesma bactéria responsável pela peste negra (bubónica) e a peste pulmonar nos humanos. Tal como se depreende do adjetivo "silvestre", esta é uma peste que ocorre no meio natural ou selvagem, contrariamente à peste urbana, variante da mesma doença em meio urbano.